# Байжанов, Рысдаулет
Рысдаулет Байжанов (1888, Аулиеатинский уезд, Сырдарьинская область, Туркестанский край, Российская империя — 1970, Джамбулская область, Казахская ССР) — старший табунщик колхоза «Бостандык» Таласского района Джамбулской области, Казахская ССР. Герой Социалистического Труда (1948).

## Биография
Родился в 1888 году в крестьянской семье в одном из сельских населённых пунктов Аулиеатинского уезда. происходит из рода Шымыр племени дулат. Трудовую деятельность начал разнорабочим. Во время коллективизации вступил в 1930 году в сельскохозяйственную артель, которая позднее была преобразована в колхоз «Бостандык» Таласского района. С 1936 года трудился чабаном, в послевоенное время — старший чабан в этом же колхозе.
В 1947 году вырастил 529 ягнят от 402 курдючных овец. Средний вес ягнёнка к отбивке составлял 40 килограммов. Указом Президиума Верховного Совета СССР от 23 июля 1948 года удостоен звания Героя Социалистического Труда за «получение высокой продуктивности животноводства в 1947 году» с вручением ордена Ленина и золотой медали «Серп и Молот» (№ 2496).
В последующем показывал высокие трудовые результаты. По итогам 1948 года вырастил в среднем по 128 ягнят от каждой сотни овцематок. С каждой овцы было получено в среднем по 3,8 килограмма шерсти.
В 1962 году вышел на пенсию. Проживал в Джамбулской области. Дата смерти не установлена.